# Stazione di Athy
La stazione di Athy è una stazione ferroviaria che fornisce servizio a Athy, contea di Kildare, Irlanda. Attualmente la linea che vi passa è la Dublino-Waterford. La stazione è dotata di due binari, a differenza della linea che ne possiede uno solo. Il binario 1 è vicino alla struttura, al parcheggio e all'entrata per pedoni. Il binario due è utilizzato solo in caso di coincidenze. A causa della enorme crescita della cittadina di Athy, la stazione ha incrementato di molto il numero degli usufruenti. Nel 2007 fu allungata la banchina per consentire l'accesso a treni più lunghi, mentre nel 2008 la costruzione della stazione è stata ristrutturata. La stazione fu aperta il 4 agosto 1846 e chiusa al traffico di merci il 6 settembre 1976.

## Servizi ferroviari
- Intercity Dublino–Waterford

## Servizi
- Servizi igienici
- Capolinea autolinee
- Biglietteria a sportello
- Biglietteria self-service
- Distribuzione automatica cibi e bevande